# گیره سوسماری

گیره سوسماری

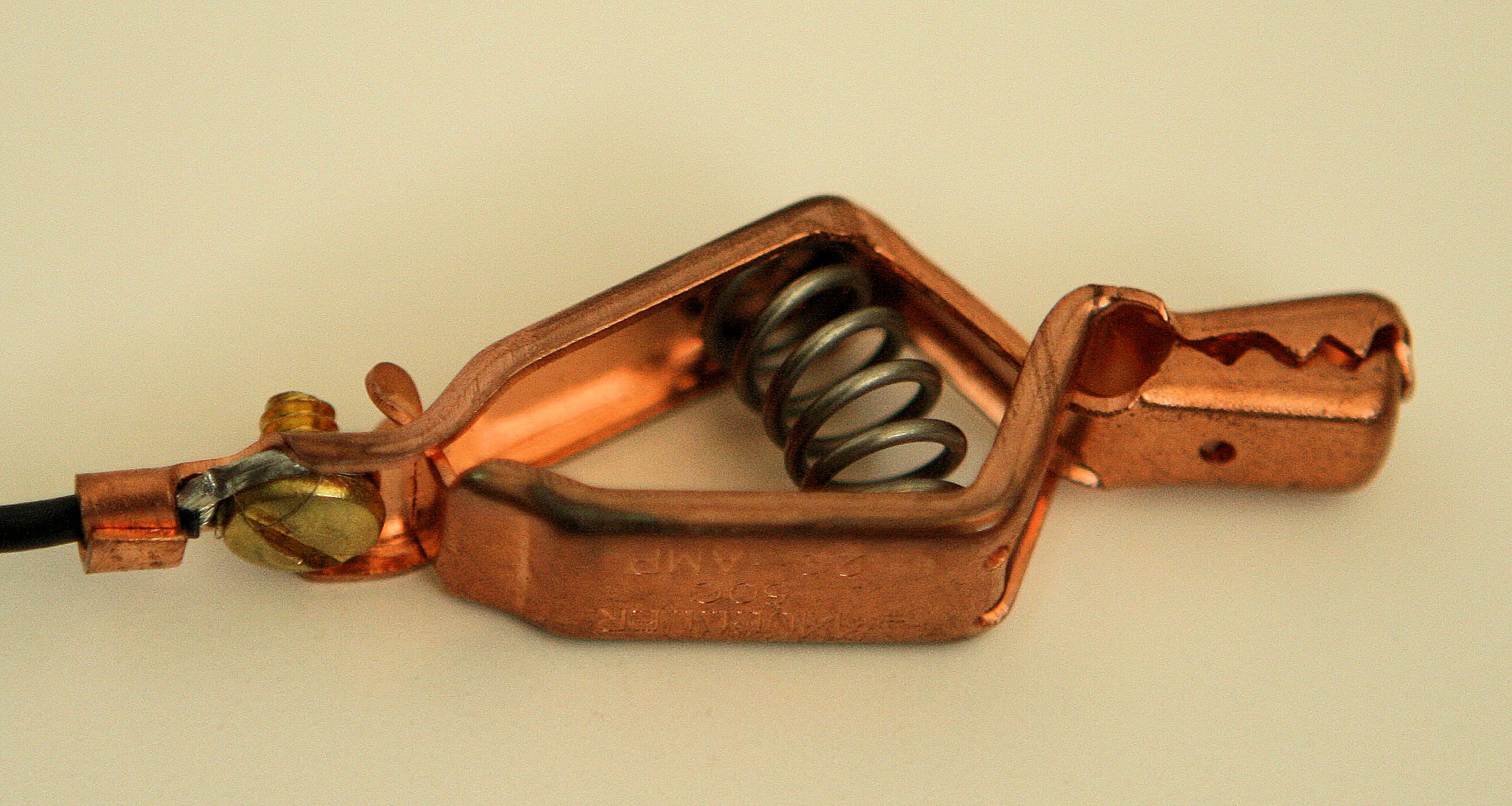
گیره سوسماری ساخت مولر الکتریک. این وسیله یک تغییراتی از طرح اصلی گیره تمساح مولر است که توسط رالف مولر در اوایل دهه ۱۹۰۰ اختراع شد.

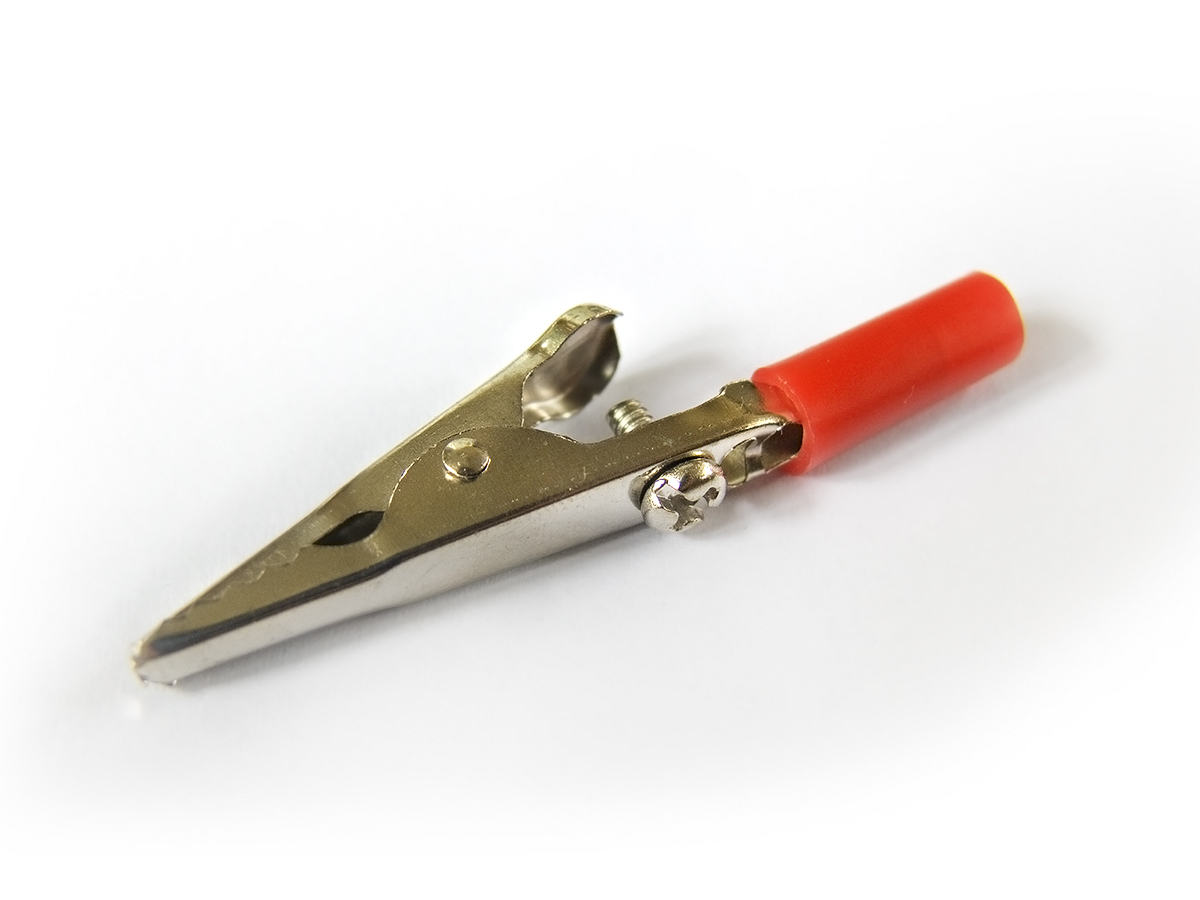
گیره استاندارد

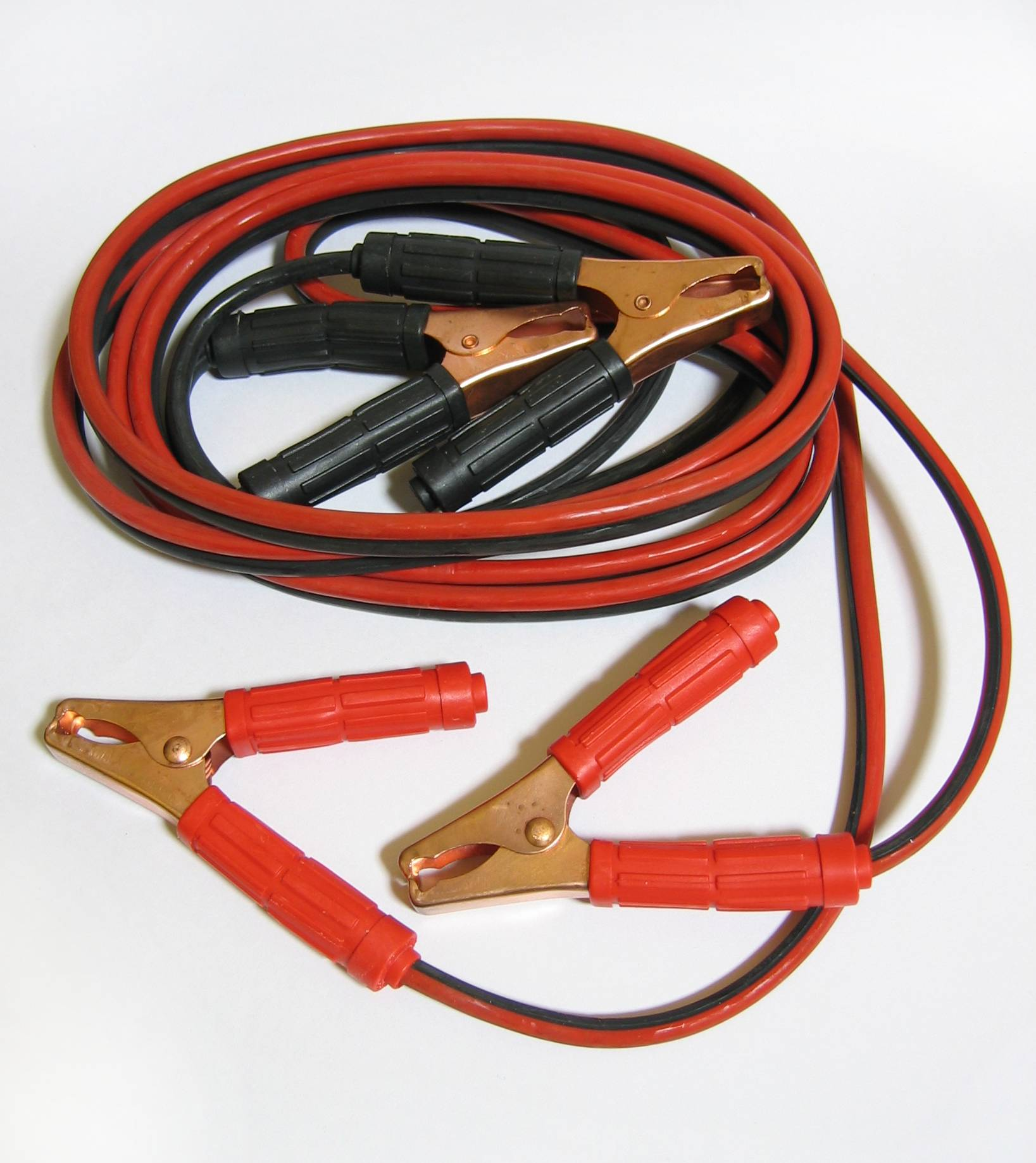
گیره‌های سوسماری که به آن گیره‌های خودرو نیز می‌گویند، روی مجموعه ای از کابل‌های جامپر

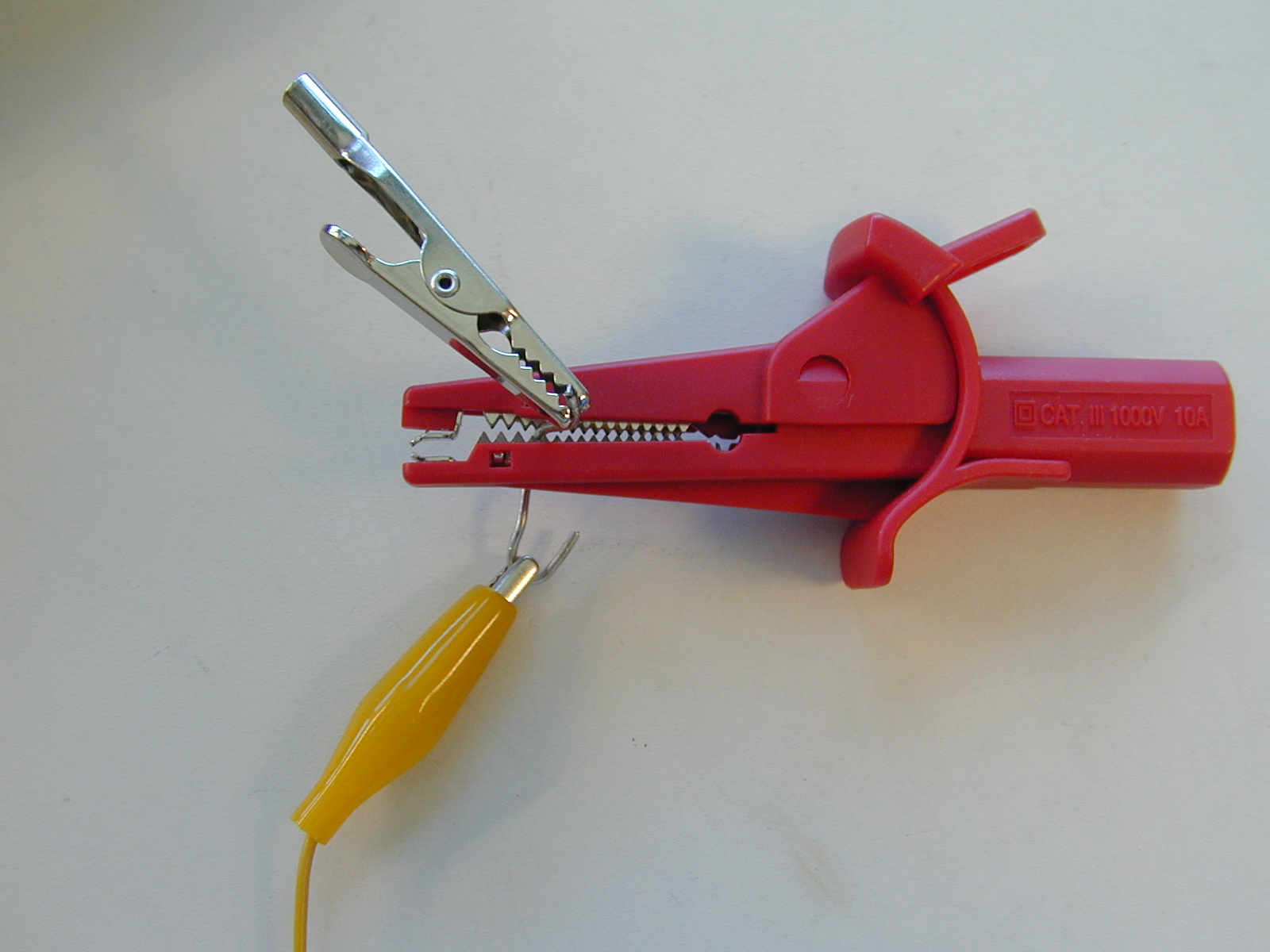
سه گیره سوسماری: یک گیره با اندازه استاندارد. یک گیره مینیاتوری در یک روکش پلاستیکی زرد؛ یک گیره چندکاره اسکوئر D بزرگ قرمز

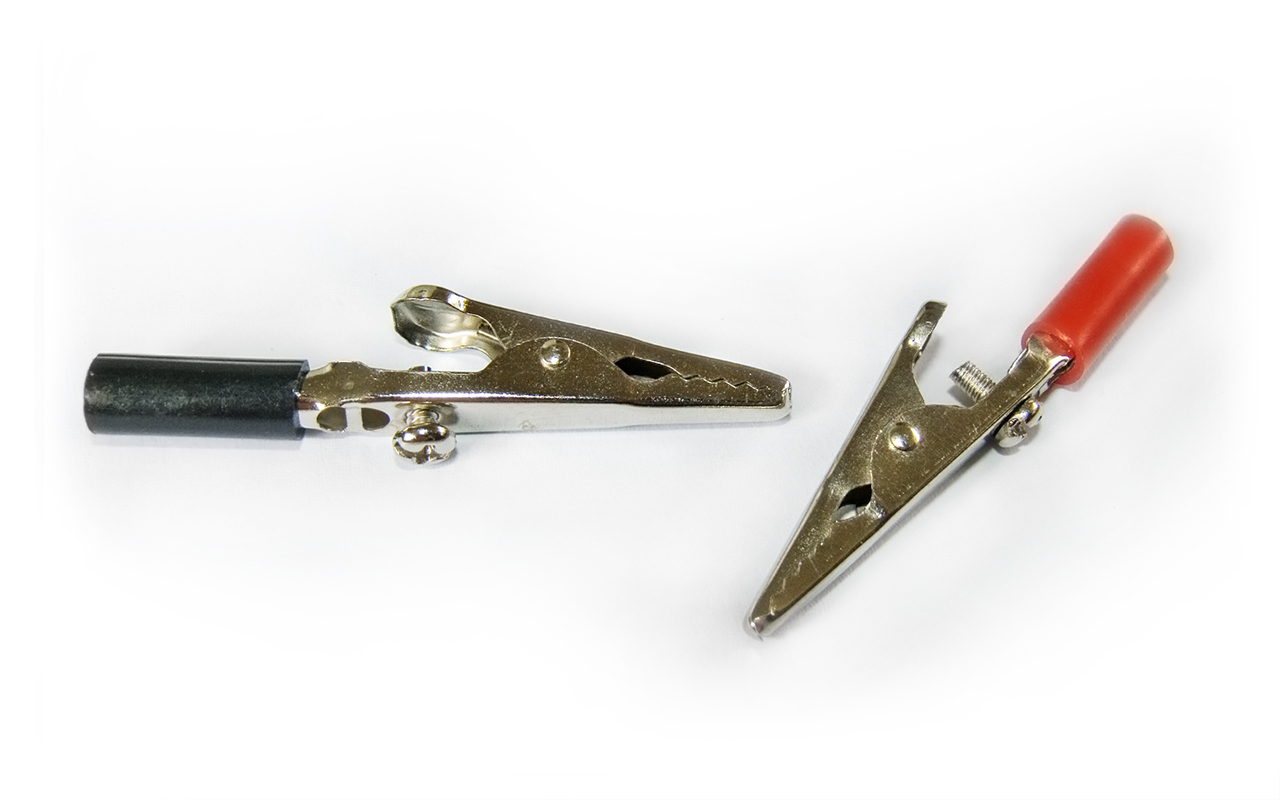
یک جفت گیره استاندارد

گیره سوسماری (همچنین گیره تمساحی) یک گیره فلزی فنری با آرواره‌های بلند و دندانه دار است که برای
ایجاد یک اتصال الکتریکی موقت استفاده می‌شود. این وسیله مکانیکی ساده نام خود را از شباهت آرواره‌های آن به آرواره سوسمار یا تمساح گرفته‌است. برای اتصال کابل برق به باتری یا برخی از قطعات دیگر استفاده می‌شود. فک‌های دندانه‌دار و مخروطی گیره که بسیار شبیه به گیره لباس فنری عمل می‌کند ، توسط یک فنر برای گرفتن یک جسم به هم متصل می‌شوند. هنگامی که برای آزمایش و ارزیابی الکترونیکی ساخته می‌شود، یک فک از گیره معمولاً به‌طور دائمی به یک سیم پیچیده یا لحیم می‌شود، یا خم می‌شود تا تماس لوله‌ای داخلی ~ ۴ میلیمتر (۰٫۱۶ اینچ) جک موزی ماده، امکان اتصال سریع غیر دائمی بین مدار تحت آزمایش و تجهیزات آزمایشگاهی یا مدار الکتریکی دیگر را فراهم می‌کند. گیره معمولاً با یک روکش پلاستیکی یا «چکمه» پوشانده می‌شود تا از اتصال کوتاه تصادفی جلوگیری شود.
نسخه‌های کوچک، در اندازه‌های ۱۵–۴۰ میلیمتر (۰٫۵۹–۱٫۵۷ اینچ) در طول، در کارهای آزمایشگاهی الکتریکی استفاده می‌شود.
نسخه‌های بزرگ این گیره‌ها که گیره‌های خودرو یا گیره باتری نامیده می‌شوند، از مس جامد برای مقاومت الکتریکی کم ساخته شده‌اند و با کابل‌های مسی ضخیم عایق‌شده برای اتصال بین باتری‌های خودرو استفاده می‌شوند. این کابل‌های جامپر (معروف به «سَری‌های جامپر») می‌توانند صدها آمپر جریان مورد نیاز برای تغذیه مستقیم موتور استارت خودرو یا انتقال انرژی از یک باتری سرب-اسید شارژشده به باتری تخلیه‌شده را منتقل کنند.